# بوب كارلتون (مخرج)
بوب كارلتون (بالإنجليزية: Bob Carlton)‏ هو مخرج بريطاني، ولد في 23 يونيو 1950، وتوفي في 18 يناير 2018.

## وصلات خارجية
- بوب كارلتون على موقع IMDb (الإنجليزية)
- بوب كارلتون على موقع قاعدة بيانات الفيلم (الإنجليزية)